# Počep
Počèp je vaja za moč, pri kateri vadeči spusti boke iz stoječega položaja in nato vstane nazaj v prvotni položaj. Med spustom počepa se kolčni in kolenski sklepi upognejo, medtem ko se hrbtna stran gležnja raztegne. Med dvigom pa se, kolčni in kolenski sklepi razširijo in sprednja stran gležnja iztegne.
Počepi veljajo za vitalno vajo za povečanje moči in velikosti mišic spodnjega dela telesa ter za razvijanje osnovne moči. Primarne agonistične mišice, ki se uporabljajo med počepom, so kvadriceps femoris, adductor magnus in gluteus maximus. V počepu med drugim izometrično uporabljamo tudi erektor spinae in trebušne mišice.
Počep je en od treh glavnih dvigov v dviganju uteži, skupaj z mrtvim dvigom in klopčnim dvigom. Šteje se tudi za glavno vadbo v številnih priljubljenih programih rekreacijske vadbe.

## Poglej tudi
- Položaj počepa